# Państwowe Zbiory Sztuki w Dreźnie

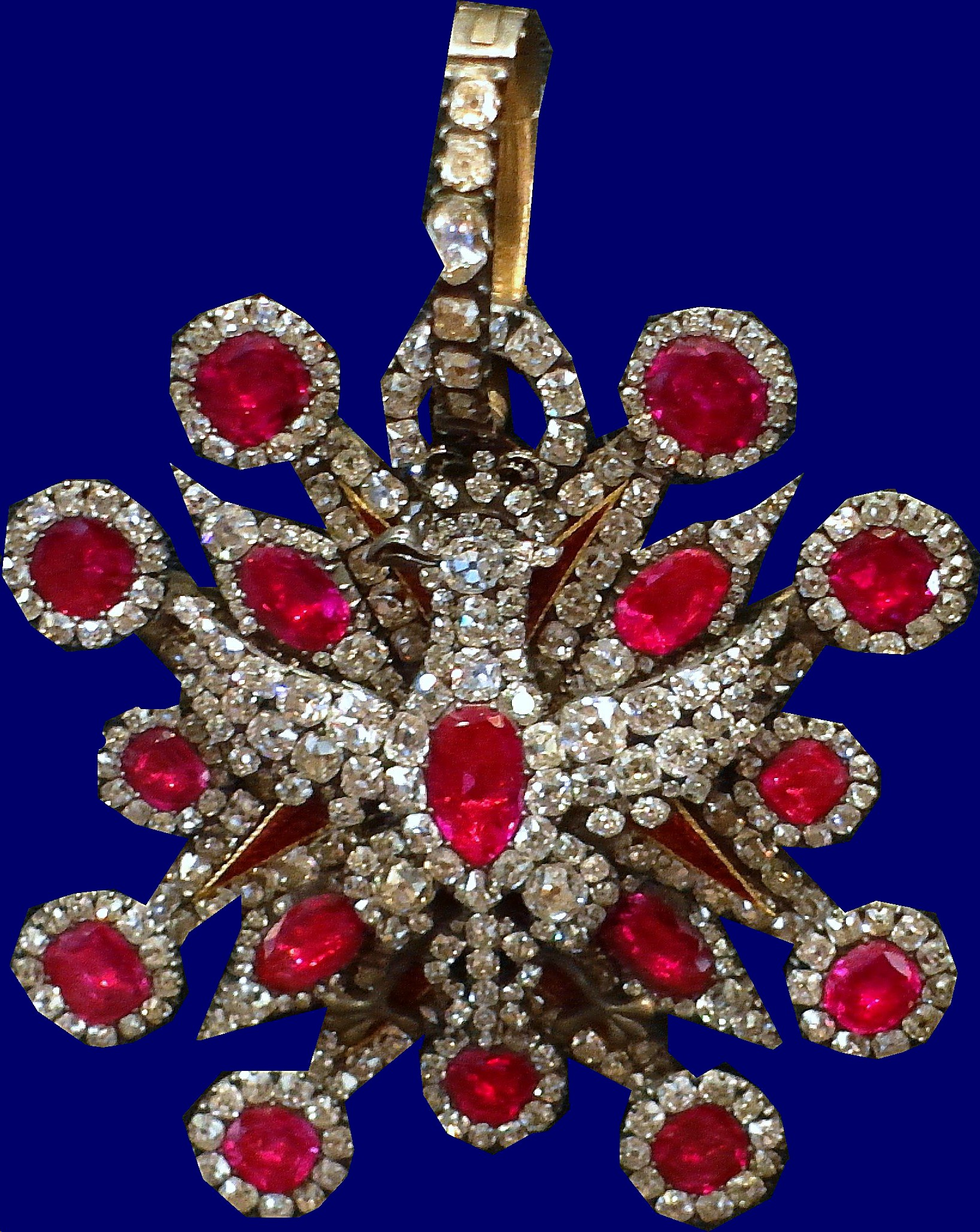
Krzyż Orderu Orła Białego z garnituru rubinowego Augusta II Mocnego, Staatliche Kunstsammlungen Dresden

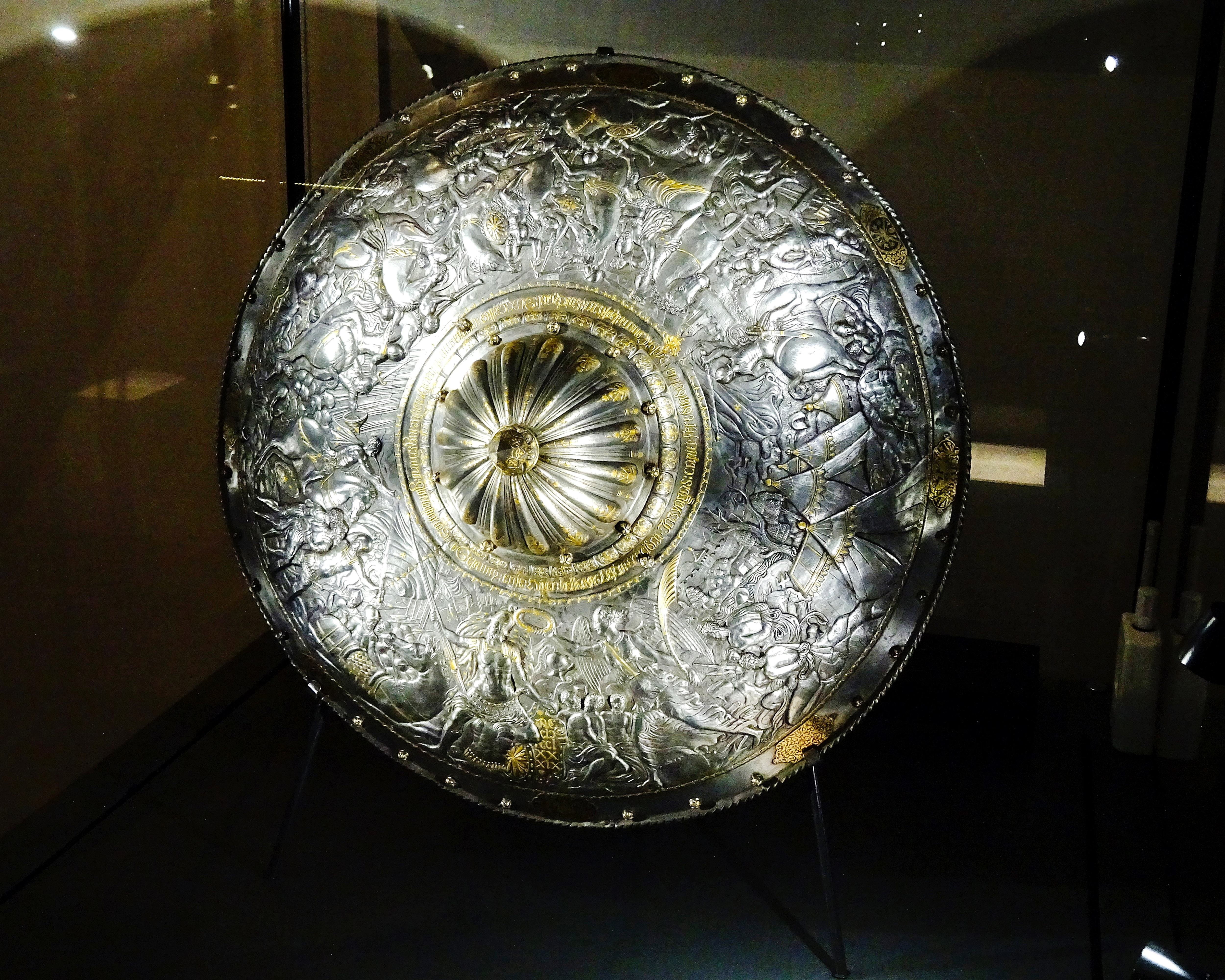
Tarcza dekorowana sceną antykizującej bitwy, Staatliche Kunstsammlungen Dresden, ekspozycja na Zamku Królewskim na Wawelu w 2023 roku

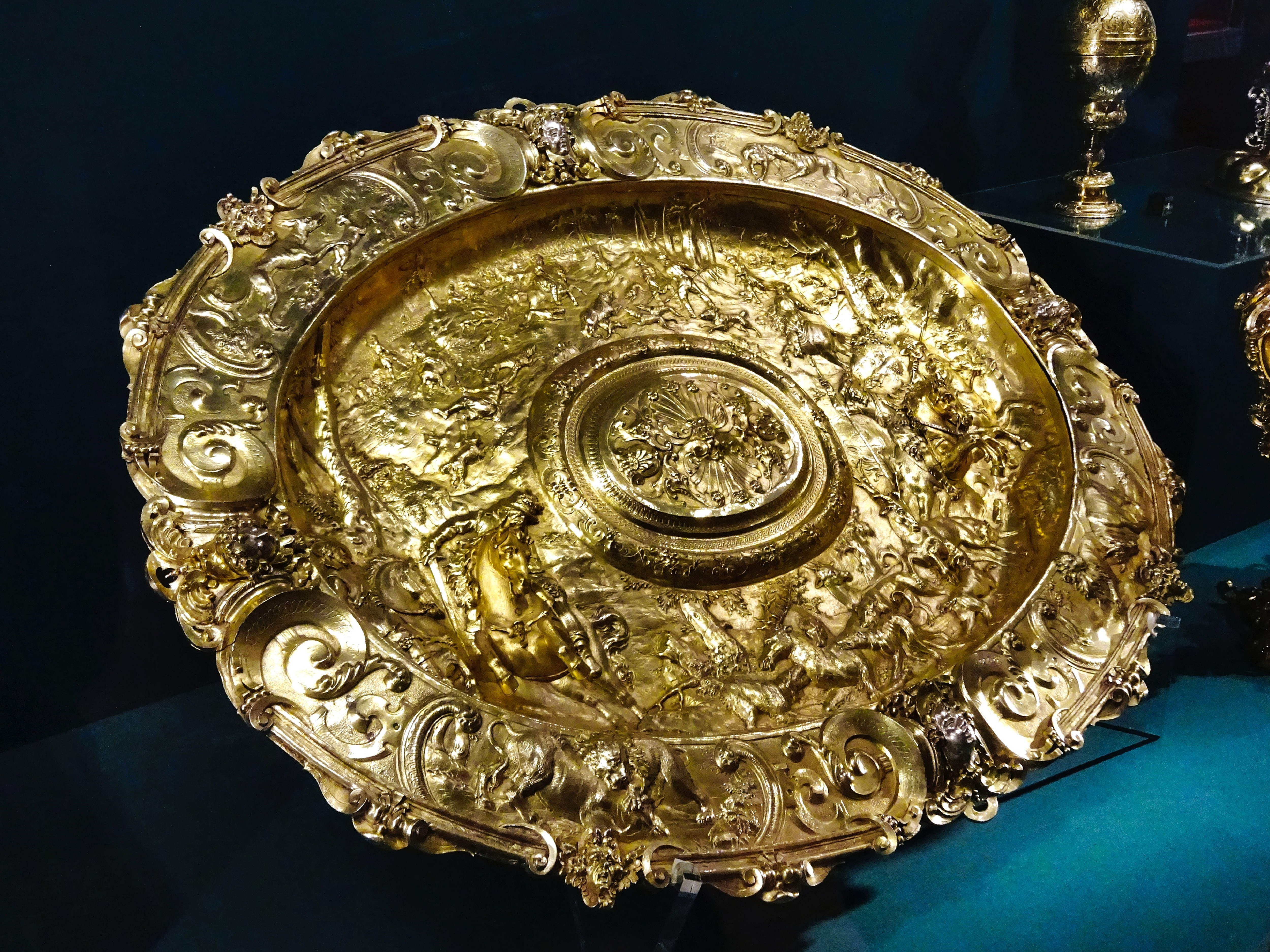
Misa ze scenami polowania, Staatliche Kunstsammlungen Dresden, ekspozycja na Zamku Królewskim na Wawelu w 2024 roku

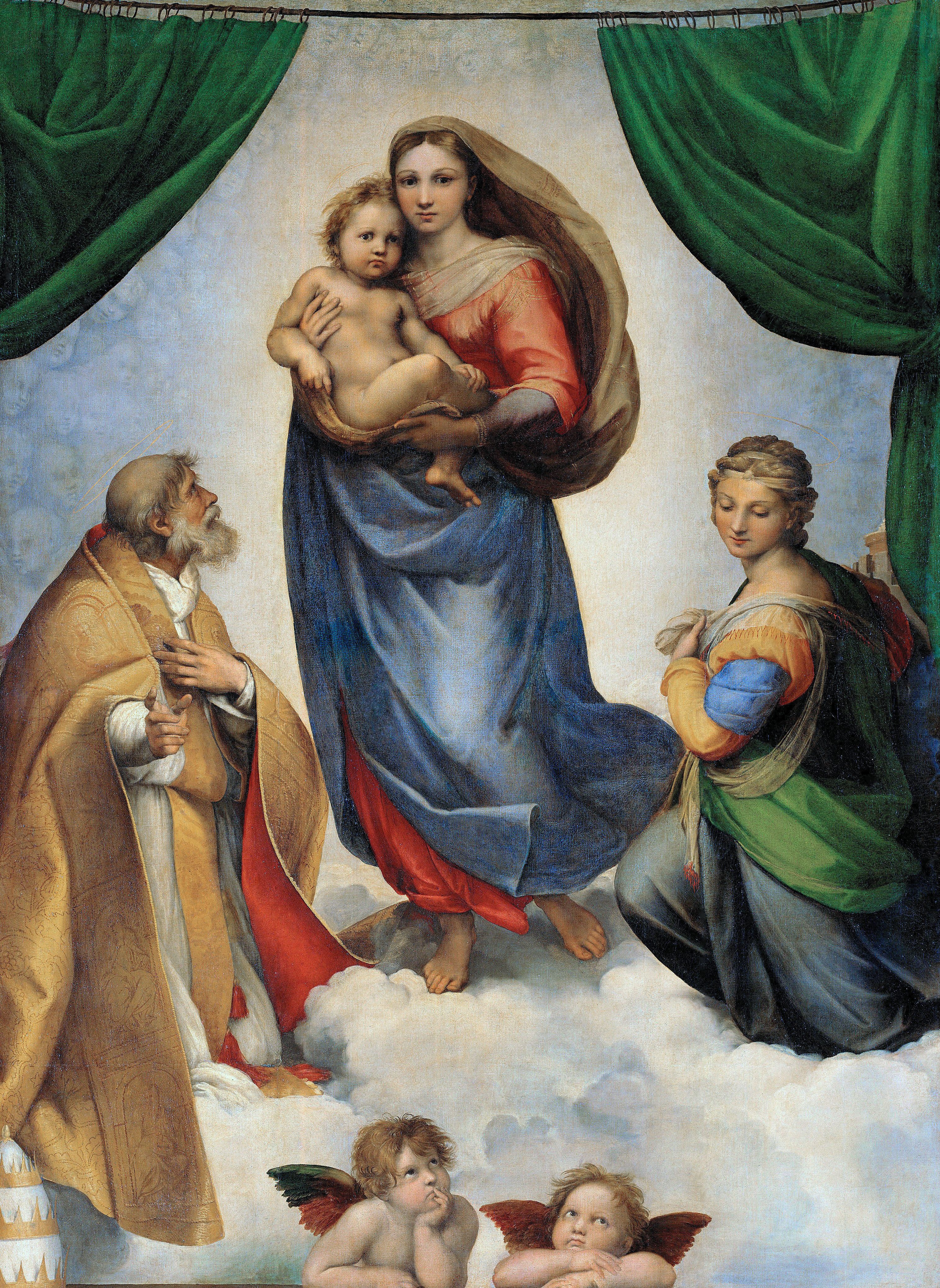
Madonna Sykstyńska, Rafael Santi, 1513–1514

Państwowe Zbiory Sztuki w Dreźnie (niem. Staatliche Kunstsammlungen Dresden) to najstarszy i drugi co do wielkości związek muzeów w Niemczech. W nim zjednoczone jest dwanaście muzeów, które należą do najbardziej renomowanych na świecie. Opierając się na wiekowej tradycji kolekcjonerskiej, wyróżniają się wysoką jakością dzieł sztuki oraz dużą różnorodnością tematyczną.

## Stan aktualny
Od 2010 roku Państwowe Zbiory Etnograficzne Saksonii (Staatliche Ethnografische Sammlungen Sachsen) należą do związku Państwowych Zbiorów Sztuki w Dreźnie. W ten sposób zbiory etnograficzne, jak i zbiory sztuki mogą lepiej wykorzystać swój potencjał we wspólnych projektach, wystawach i badaniach naukowych.
W roku 2010 Państwowe Zbiory Sztuki w Dreźnie na wielkiej wystawie jubileuszowej pod tytułem „Przyszłość od 1560 r. Wystawa” („Zukunft seit 1560. Die Ausstellung”) świętowały zarówno tradycję, jak i przyszłość swej 450-letniej działalności kolekcjonerskiej.

## Historia
August Mocny i jego syn August III, obaj kolejni polscy królowie oraz książęta sascy, kształtowali w XVIII wieku, jako wybitni protektorzy sztuki, długotrwały rozwój dzisiejszych Państwowych Zbiorów Sztuki w Dreźnie. Odziedziczone po nich zbiory można odnaleźć w budowlach światowej sławy jak w Zwingerze, w Zamku Rezydencyjnym (Residenzschloss) albo w Albertinum.

## Zielone Sklepienie
„Gwiazdą muzeów” jest bez wątpienia Zielone Sklepienie (Grünes Gewölbe), które zostało otwarte po obszernej restauracji oraz rekonstrukcji w Zamku Rezydencyjnym. Dwie stałe wystawy Zielonego Sklepienia: Historyczne Zielone Sklepienie (Historisches Grünes Gewölbe) oraz Nowe Zielone Sklepienie (Neues Grünes Gwölbe) reprezentują ponad 3000 arcydzieł sztuki jubilerskiej i złotniczej. W 2006 roku Historyczne Zielone Sklepienie powróciło do dziedzicznych pomieszczeń, w których wizja Augusta Mocnego o barokowej syntezie sztuki jako wyraz bogactwa i absolutnej władzy staje się żywa. Zielone Sklepienie jest dziś znów synonimem dla Drezna.

## Galeria Drezdeńska
Nie mniej słynna jest Galeria Obrazów Starych Mistrzów w Dreźnie (Gemäldegalerie Alte Meister) w budowli Sempera przy Zwingerze (Semperbau am Zwinger) i to nie tylko ze względu na „Madonnę Sykstyńską” Rafaela Santi, która jest ikoną historii sztuki. Muzeum kryje w sobie arcydzieła słynnych malarzy od XVI do XVIII wieku. Między nimi znajdują się znane nazwiska jak Giorgione, Tycjan, Botticelli, Canaletto, Cranach, Dürer i Poussin. Wpływowe malarstwo holenderskie i flamandzkie XVII wieku odzwierciedla obrazami Vermeera, Rubensa albo Rembrandta tylko część wspaniałych zasobów galerii tej i następnych epok.

## Zbiory Porcelany
„Białe złoto” z okresu panowania chińskiego cesarza Kangxi, japońska porcelana Imari i Kakiemon z kolorowymi wzorami, jak i arcydzieła manufaktury w Miśni z XVIII wieku tworzą z 20 tys. pojedynczych egzemplarzy drezdeńskie Zbiory Porcelany, najobszerniejsze i znaczące zbiory ceramiczne na świecie. Jednocześnie reprezentują królewskie zbiory Augusta Mocnego.

## Albertinum
Z Casparem Davidem Friedrichem zaczyna się w Galerii Nowych Mistrzów (Galerie Neue Meister) modernizm. Obrazy z epoki romantyzmu, jak np. drezdeńskiego lekarza i malarza Carla Gustava Carusa aż po obrazy Gerharda Richtera, można podziwiać w galerii. Od 2005 roku do Państwowych Zbiorów Sztuki należy Archiwum Gerharda Richtera (Gerhard Richter Archiv). Jest to centrum badawcze i naukowe, w którym dokumentowane są wszelkie książki, obrazy, czasopisma, katalogi, fotografie oraz widea o artyście.
W czerwcu 2010 roku Galeria Nowych Mistrzów powróciła na swoje dziedziczne miejsce; do Albertinum. Również i Zbiory Rzeźb (Skulpturensammlung) znajdują się od czasów legendarnego dyrektora Georga Treua w Albertinum. Budynek który powstał w stylu włoskiego renesansu, został restaurowany i dostał nową spektakularną architekturę: zawiera na poddaszu, tuż nad dziedzińcem, magazyny i pracownie konserwatorskie – tak zwaną „Arkę dla sztuki”. Nowe Albertinum wnosi sztuką od romantyzmu do współczesności ważne impulsy w strukturę muzeów Państwowych Zbiorów Sztuki w Dreźnie.

## Komnata Turecka
W marcu 2010 roku otwarta została Komnata Turecka (Türckische Cammer). Elektorsko-saksońskie zbiory sztuki orientalnej przedstawiają w fascynujący sposób turecką i europejską historię. Wzbogacają Zamek Rezydencyjny o następną atrakcję.

## Instytucje i muzea
Ponadto Państwowe Zbiory Sztuki w Dreźnie zawierają dalsze instytucje muzealne oraz naukowe jak bibliotekę sztuki (Kunstbibliothek) albo fundację sztuki (Kunstfonds).
Pozostałe muzea to:
- Kupferstich-Kabinett (Gabinet Miedziorytów)
- Mathematisch-Physikalischer Salon(inne języki) (Salon Matematyczno-Fizyczny)
- Rüstkammer (Zbrojownia)
- Münzkabinett(inne języki) (Gabinet Numizmatyczny)
- Kunstgewerbemuseum (Muzeum Rzemiosła Artystycznego)
- Museum für Sächsische Volkskunst(inne języki) (Muzeum Saksońskiej Sztuki Ludowej)
- Museum für Völkerkunde zu Leipzig(inne języki) (Muzeum Etnograficzne w Lipsku)
- Museum für Völkerkunde Dresden(inne języki) (Muzeum Etnograficzne w Dreźnie)
- Völkerkundemusuem Herrnhut (Muzeum etnograficzne)[1]